# Khio Kamyor
Khio Kamyor là một vị vua xứ Bồn Man (muang Phuan theo cách gọi ở Lào) vào giữa thế kỷ 14. Muang Phuan vào khoảng vị trí tỉnh Xiengkhuang của Lào ngày nay.
Theo cuốn History of Laos (Lịch sử Lào) của Malch, Xiengkhuang xưa là một xứ của người Lào độc lập với các nhà nước của những dân tộc Thái khác như Chiengsen, Lan Na, Sukhothai, Ayutthaya, muang Sua, v.v... Năm 1289, Chao Kamphong đăng quang làm vua muang Phuan. Ông có một người vợ Việt Nam họ Lê, và họ sinh được một người con trai - chính là Khio Kamyor.
Lớn lên, Khio Kamyor vì quyến rũ một tì thiếp của cha, bị phát giác, nên bị đày đến Pakxane.
Năm 1349, Phà Ngừm từ Đế quốc Khmer tiến đánh Viêng Chăn, nhưng thất bại và gặp Khio Kamyor ở Pakxane. Khio Kamyor đề nghị Phà Ngừm giúp mình giành ngôi báu ở muang Phuan. Còn Phà Ngừm thì đang mong có đồng minh để giúp mình đến được muang Sua. Khio Kamyor liền dẫn đạo quân của Phà Ngừm tiến về muang Phuan chống lại cha mình. Vua Chao Kamphong phải bỏ chạy. Phà Ngừm đưa Khio Kamyor lên làm vua muang Phuan. Khio Kamyor truy đuổi, bắt được và giết Chao Kamphong.
Tuy nhiên, Khio Kamyor vẫn muốn muang Phuan độc lập và ông không theo Phà Ngừm nữa. Khi Phà Ngừm trở thành vua của Lan Xang, ông quay lại muang Phuan giết Khio Kamyor, rồi đưa người khác lên làm thủ lĩnh muang Phuan.